# اتحادیه فوتبال بادن جنوبی

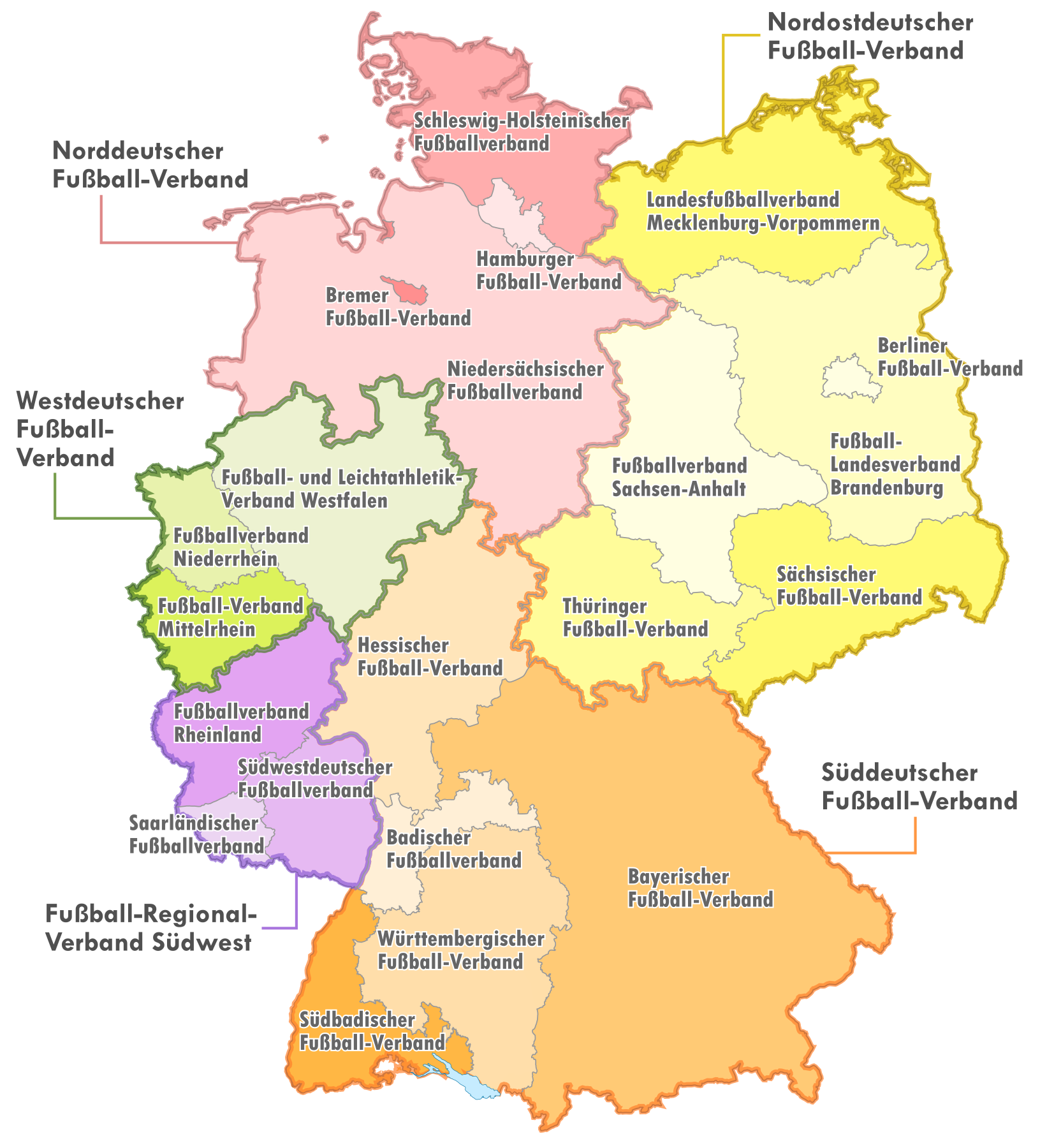
پنج اتحادیه‌ی منطقه‌ای و ۲۱ اتحادیه‌ی ایالتی فدراسیون فوتبال آلمان

لوگوی سابق SBFV

اتحادیه فوتبال بادن جنوبی (آلمانی: Südbadischer Fußball-Verband)، به اختصار SBFV یکی از ۲۱ اتحادیه منطقه‌ای فدراسیون فوتبال آلمان است که بخش جنوب غربی ایالت بادن-وورتمبرگ تحت پوشش آن قرار دارد.
اتحادیه فوتبال بادن جنوبی همچنین یکی از اعضای اتحادیه فوتبال جنوب آلمان، یکی از پنج اتحادیه بزرگ منطقه‌ای در آلمان است. از دیگر زیرشاخه‌های SFV، اتحادیه‌های فوتبال هسن، بایرن، وورتمبرگ و بادن هستند. SFV بزرگترین در میان پنج فدراسیون منطقه‌ای فوتبال آلمان است که در مونیخ مستقر است.
اتحادیه فوتبال بادن جنوبی به تاریخ ۱۲ دسامبر ۱۹۴۸ در فرایبورگ در جلسه‌ای با حضور ۲۹۳ باشگاه تشکیل شد.

## شمار اعضا
SBFV براساس آخرین آمار تا سال ۲۰۱۹، ۲۸۰٫۲۸۶ عضو، ۷۰۸ باشگاه و ۵٫۴۹۴ تیم در نظام لیگ خود جا داده‌است و هشتمین اتحادیه بزرگ در میان ۲۱ اتحادیه ایالتی فدراسیون فوتبال آلمان است.